# Varga Zsuzsa (énekesnő)
Varga Zsuzsa (Kecskemét, 1976. december 9. –) magyar énekesnő, a Venus együttes egykori tagja.

## Életpályája
Az általános iskola alatt népzenével, néptánccal foglalkozott, fellépésekre és versenyekre járt. A gimnáziumi évei alatt több felvétel is készült a közreműködésével. 18 évesen találkozott a kecskeméti Lazy Bones zenekarral, a Venus elődjével. Ezalatt éneklést tanult Kecskeméten, majd kétéves dzsesszéneklést Lakatos Ágnesnél, Budapesten. Majd a Pécsi Tudományegyetem művelődésszervező, később média-menedzser-újságíró szakára járt. Az egyetemi évek alatt sem hanyagolta a zenélést, a Venus együttessel az első albumuk, az Egy új érzés 1999-ben, A világ közepén pedig 2000-ben jelent meg. Ezután díjeső következett: aranylemez, platinalemez, Év Énekesnője díjak és az Arany Zsiráf díj. Majd csatlakozott a Dubcity Fanatikz nevű jazz-hiphop formációhoz, amellyel közös turnén vett részt.

## Szólókarrier
2002-ben Zsuzsa szólókarrierbe kezdett. 2003-ban megjelent első albuma Szívadóvevő címmel, amely az Anima Sound System-es Prieger Zsolt közreműködésével készült és a legjobb hazai poplemeznek járó Fonogram-díjra jelöltek. Az album első slágere a Rázd még lett. Zsuzsa közreműködött az egykori Dubcity Fanatikz-os kollégájával, MC Phreekkel. Koncertet adott Zaida Rivas és Csigó Tamás (Beat Dis) közreműködésével. Utóbbival közösen készítette az Adhatom című dalt, ami a 2004 tavaszán bemutatott Rap, Revü, Rómeó című film zenéje lett.
2006 elején az osztrák DJ Felipe-pel készített közös dalt, mely több országban jelent. Kiadták a A lányok másra várnak című kislemezt, melyből készült klipet a Viva a legjobb 5 közé választotta a 2006-os Viva Cometen.
2007-ben jelent meg második albuma Barkácsklub lányoknak címmel. Az albumról másodikként kimásolt dal a Be Infected, melynek videóklipje 2007-ben elnyerte az év legjobb klipjének járó Viva Comet-díjat. Zsuzsa új zenekarát a Jolly Botts of Doomot a Barkácsklub megjelenésével egy időben mutatta be.

## Albumok

### Venus
- 1999 – Egy új érzés (BMG)
- 2000 – A világ közepén (BMG)

### Szólóban
- 2003 – Szívadóvevő
- 2007 – Barkácsklub lányoknak (Szerzői)